# Хокинс, Джеральд
Джеральд Стэнли Хокинс (англ. Gerald Stanley Hawkins) (1928—2003) — британский астроном, широко известен своими исследованиями в области археоастрономии.

## Биография
Родился в Грейт-Ярмуте, изучал физику и математику в Ноттингемском университете. В 1952 году получил учёную степень доктора наук по радиоастрономии, обучаясь в Манчестерском университете у сэра Бернарда Лавелла.
С 1957 года профессор астрономии и председатель управления Бостонского университета (США). Автор работ по различным темам, в том числе посвящённых тектитам, метеоритам, теории стационарной Вселенной.
Хокинс изучал возможное использование древними мегалитических сооружений в качестве астрономических приборов. Он ввёл в университетский компьютер (IBM 7090) координаты плит и другие параметры Стоунхенджа, а также модель движения Солнца и Луны. В своей статье 1963 года в журнале Nature и написанной в соавторстве книге «Расшифрованный Стоунхендж» (Stonehenge Decoded, 1965) Хокинс приводит доказательства, что свойства Стоунхенджа позволяли предсказывать различные астрономические явления, а сам комплекс, таким образом, являлся древнейшей обсерваторией, а также календарём и вычислительной машиной.
Эта теория идёт вразрез с традиционными представлениями о Стоунхендже как о примитивном святилище. Археологическое сообщество скептически отнеслось к этой и другим теориям Хокинса. В частности, известный историк Ричард Аткинсон отозвался о книге «Расшифрованный Стоунхендж», как о «тенденциозной, самонадеянной, небрежно написанной и неубедительной». Однако книга хорошо продавалась и стала очень популярной в 1960-е годы на волне энтузиазма от возникших перспектив развития вычислительной техники. Приверженцы так называемой «счётной культуры» видели в исследовании Хокинса доказательство идей о «мудрости древних», высказываемых Александром Томом и другими псевдометрологами.
Теории Хокинса, особенно касающиеся Стоунхенджа, до сих пор весьма популярны, хотя археологи не спешат принимать их.
Позднее Хокинс исследовал плато Наска в Перу и храм Амона в Карнаке, затем вернулся к изучению Стоунхенджа и продолжал его до конца жизни.
Работы Джеральда Хокинса издавались на русском языке, как в Советском Союзе, так и после его распада.

## Публикации
На русском языке
- Хокинс, Дж. Кроме Стоунхенджа. — М.: Мир, 1977. — 268 с.
- Хокинс, Дж., Уайт. Дж. Разгадка тайны Стоунхенджа = Stonehenge decoded. — М.: Мир, 1984. — 256 с.
  - Хокинс, Дж., Уайт. Дж. Разгадка тайны Стоунхенджа = Stonehenge decoded. — М.: Вече, 2004. — 352 с. — ISBN 5-9533-0363-7.
  - Хокинс, Дж. Расшифрованный Стоунхендж. Обсерватория каменного века = Stonehenge decoded. — М.: Центрполиграф, 2006. — 272 с. — ISBN 5-9524-2255-1.
- Хокинс, Дж. От Стоунхенджа до инков = Beyond Stonehenge. — М.: Вече, 2004. — 384 с. — ISBN 5-9533-0227-4.
- Злобин А. Е., статья о продолжении исследований Дж. Хокинса в журнале «Наука и Мы», 1990, Издательство ЦККП Латвии, стр.20-21, ISSN 02362767